# Thomas Menamparampil
Thomas Menamparampil SDB (Pala, Índia, 22 de outubro de 1936) é um ministro indiano e arcebispo católico romano emérito de Guwahati.
Menamparampil ingressou na Ordem Salesiana de Dom Bosco e professou em 24 de maio de 1955. Depois de estudar filosofia e teologia católica, recebeu o sacramento da ordenação em 2 de maio de 1965 do bispo Stephen Ferrando SDB. De 1969 a 1970 ele completou um mestrado em história e inglês. De 1972 a 1974 foi Assistente Provincial em Guwahati; ele também estava comprometido com as várias culturas no nordeste da Índia. De 1975 a 1981 foi diretor da Escola Técnica Dom Bosco de Shillong.
Em 19 de junho de 1981, o Papa João Paulo II o nomeou Bispo de Dibrugarh. O arcebispo Hubert D'Rosario o consagrou bispo em 29 de novembro do mesmo ano. Em 30 de março de 1992 foi nomeado bispo da recém-criada diocese de Guwahati na Índia e após sua elevação a arquidiocese em 10 de julho de 1995 foi nomeado arcebispo e metropolita da província eclesiástica de mesmo nome.
De 1986 a 1992, Menamparampil já havia servido como chefe do Departamento de Evangelização da Federação das Conferências Episcopais da Ásia. Durante este período, ele se preocupou particularmente em aprofundar a relação entre a evangelização e as culturas asiáticas, organizando, entre outras coisas, um encontro entre representantes da Igreja e representantes dos governos comunistas.
Menamparampil mais tarde serviu, entre outras coisas, como Secretário Especial do Sínodo da Ásia (1998) e é autor de mais de 180 artigos sobre vários assuntos: evangelização, cultura, pastoral, educação, vida religiosa e oração. Foi Diretor do Departamento de Evangelização da Federação das Conferências Episcopais da Ásia e Presidente do Conselho dos Bispos do Nordeste da Índia.
Menamparampil também atuou como mediador no conflito entre as diferentes etnias no estado de Assam e coordena a "Equipe Conjunta de Paz Ecumênica", que promove o diálogo no nordeste da Índia e já provou ser um organismo eficaz quando se trata de para resolver conflitos locais.
Em 2009 foi responsável pelo desenho dos textos da Via Sacra do Papa no Coliseu.
O arcebispo Manamparampil foi indicado ao Prêmio Nobel da Paz em 2011. O pano de fundo foi seu compromisso de décadas com a paz, reconciliação e estabilidade no nordeste da Índia - uma região cheia de conflitos territoriais e étnicos.
Em 18 de janeiro de 2012, o Papa Bento XVI aceitou seu pedido de demissão por motivos de idade.
De 3 de fevereiro de 2014 a 15 de outubro de 2016 foi Administrador Apostólico da Diocese de Jowai durante a vacância da Sede.
Thomas Menamparampil é membro da Congregação para os Institutos de Vida Consagrada e para as Sociedades de Vida Apostólica. Sua adesão foi confirmada em 29 de março de 2014.
Em outubro de 2019, Menamparampil foi convidado da organização de ajuda católica missio por ocasião do Mês Missionário Mundial.